# لوریان، سن بارتلمی
لوریان (به فرانسوی: Lorient) یک منطقهٔ مسکونی در فرانسه است که در سن بارتلمی در کارائیب واقع شده‌است.